# Saperavi
Saperavi (georgisk: საფერავი; bogstaveligt: maling og farvestof – på grund af dens intensive mørkerøde farve) er en tanninholdig druesort af teinturier-typen i Georgien, hvor den bruges til mange af områdets karakteristiske vine sammen med sorterne alexandreuli og rkatsiteli. Bladene er trelappede, store og runde. Druerne er mellemstore til store, elliptiske, mørkeblålige og med tyndt skind. Modningsperioden er ca. fem måneder og produktiviteten moderat.
Druesorten giver store dybe røde vine, der egner sig til lagring op til 50 år. Den har potentiale til højt alkoholniveau og benyttes i vid udstrækning til blanding med andre sorter. Det er den vigtigste drue i fremstilling af georgiske rødvine.
Saperavi er hårdfør og kendt for at klare koldt vejr og stor højde. Også langt inde i fastlandet. Det er en teinturier drue, som indeholder de røde antocyaniner i druemassen og skindet. Den anvendes i enkelt-sort vinfremstilling.